# Landolphia stenogyna
Landolphia stenogyna är en oleanderväxtart som beskrevs av Marcel Pichon. Landolphia stenogyna ingår i släktet Landolphia och familjen oleanderväxter. Inga underarter finns listade i Catalogue of Life.